# Фуксталь
Фуксталь (нім. Fuchstal) — громада в Німеччині, розташована в землі Баварія. Підпорядковується адміністративному округу Верхня Баварія. Входить до складу району Ландсберг. Центр об'єднання громад Фуксталь.
Площа — 39,73 км2. Населення становить 4035 ос. (станом на 31 грудня 2020).